# Hardecourt-aux-Bois
Hardecourt-aux-Bois (picardisch: Harcourt) ist eine französische Gemeinde mit 86 Einwohnern (Stand 1. Januar 2022) im Département Somme in der Region Hauts-de-France im Norden von Frankreich. Die Gemeinde gehört zum Kanton Péronne.

## Geographie
Die Gemeinde liegt im Santerre, rund fünf Kilometer südwestlich von Combles und 2500 Meter vom rechten Ufer der Somme entfernt.

## Geschichte
Die Gemeinde erhielt als Auszeichnung das Croix de guerre 1914–1918.

## Einwohner
| 1962 | 1968 | 1975 | 1982 | 1990 | 1999 | 2006 | 2010 |
| ---- | ---- | ---- | ---- | ---- | ---- | ---- | ---- |
| 104  | 99   | 72   | 73   | 73   | 84   | 84   | 72   |

## Verwaltung
Bürgermeister (maire) ist seit 2001 Bernard Francois.

## Sehenswürdigkeiten
- Die nach dem Ersten Weltkrieg wiederaufgebaute Kirche Saint-Martin.

## Persönlichkeiten
- Bernard de Hardecourt, Edelknecht, Herr von Hardecourt, 1520
- Catherine de Rougé, Dame von Hardecourt (1707–1794)